# Our Endless War
 (novembre 2016).
Si vous disposez d'ouvrages ou d'articles de référence ou si vous connaissez des sites web de qualité traitant du thème abordé ici, merci de compléter l'article en donnant les références utiles à sa vérifiabilité et en les liant à la section « Notes et références ».
Albums de Whitechapel
Whitechapel
(2012) Mark Of The Blade
(2016)
Singles
1. The Saw Is The Law
Sortie : 26 février 2014
2. Our Endless War
Sortie : 15 avril 2014
3. Let Me Burn (vidéo)
Sortie : 20 février 2015

Our Endless War est le cinquième album studio du groupe deathcore américain Whitechapel, sorti le 29 avril 2014 chez le label Metal Blade Records. Il s'est vendu à 12 270 exemplaires la première semaine de sa mise en vente.

## Histoire
Le groupe annonce sur Twitter et Instagram un nouvel album enregistré pour fin 2013 et le 31 août 2013, le groupe annonce la liste des titres de l'album.
Le 26 février 2014, leur nouvel album est annoncé sous le titre Our Endless War ; leur premier single, dévoilé pour l'occasion, s'intitule The Saw is the Law. S’ensuit une lyric video de la chanson Our Endless War le 15 avril 2014.
Le 20 février 2015, le groupe publie une vidéo de la chanson Let Me Burn.
Cet album se distingue de ses prédécesseurs par des rythmiques plus lourdes au détriment des longues phases de blast, comme on pouvait l'entendre auparavant. De nouveaux morceaux tels que Our Endless War et Let Me Burn annoncent le virage dans l'écriture du groupe.

## Composition du groupe
- Phil Bozeman – chant
- Ben Savage – guitare
- Alex Wade – guitare
- Zach Householder – guitare
- Gabe Crisp – basse
- Ben Harclerode – batterie

## Liste des titres
| 1.    | Rise                    | 1:20 |
| 2.    | Our Endless War         | 3:56 |
| 3.    | The Saw Is The Law      | 4:27 |
| 4.    | Mono                    | 3:39 |
| 5.    | Let Me Burn             | 4:23 |
| 6.    | Worship The Digital Age | 4:12 |
| 7.    | How Time Have Changed   | 3:32 |
| 8.    | Psychopathy             | 3:51 |
| 9.    | Blacked Out             | 3:32 |
| 10.   | Diggs Road              | 5:59 |
| 38:51 |                         |      |

| Édition Deluxe | Édition Deluxe        | Édition Deluxe | Édition Deluxe | Édition Deluxe | Édition Deluxe | Édition Deluxe | Édition Deluxe | Édition Deluxe | Édition Deluxe |
| No             | Titre                 | Durée          |                |                |                |                |                |                |                |
| -------------- | --------------------- | -------------- | -------------- | -------------- | -------------- | -------------- | -------------- | -------------- | -------------- |
| 11.            | A Process So Familiar | 2:52           |                |                |                |                |                |                |                |
| 12.            | Fall Of Hypocrites    | 3:00           |                |                |                |                |                |                |                |
| 44:43          |                       |                |                |                |                |                |                |                |                |